# Aksait
Aksaite (Mg[B6O7(HO)6]·2H2O) là một khoáng vật tìm thấy ở Kazakhstan. Thành phần chủ yếu của nó là B, H, Mg và O.

## Từ nguyên học và Lịch sử
Aksaite được đặt tên cho nơi khám phá ra nó là Ak-say (lit. White Glen). Nó được tìm thấy năm 1963 ở Chelkar Salt Dome, Thung lũng Ak-say, Kazakhstan.

## Nghiên cứu thêm
- J. Yongzhong, L. Jun, G. Shiyang1, X. Shuping, Thermochemistry of aksaite, The Journal of Chemical Thermodynamics.